# Katerina Ierodiakonou
Katerina Ierodiakonou (griechisch Κατερίνα Ιεροδιακόνου, * 20. Jahrhundert) ist eine griechische Philosophiehistorikerin auf dem Gebiet der Philosophie der Antike.

## Leben
Ierodiakonou studierte von 1979 bis 1983 Philosophie an der Aristoteles-Universität Thessaloniki und erwarb dort das Diplom (ptychio). Daran schloss sie ebendort von 1983 bis 1985 ein Aufbaustudium in Philosophie an (M. Phil.). Von 1985 bis 1990 studierte sie im Department of Logic and Scientific Method der London School of Economics und wurde dort mit einer Dissertation über die logische Methode der Analyse der Stoiker („Analysis in Stoic Logic“) bei Jonathan Barnes und Colin Howson promoviert. Von 1987 bis 1990 war sie dort zugleich teaching assistant.
Daran schloss sich eine Vielzahl von größtenteils zeitlich begrenzten Anstellungen an: British Academy Post-Doctoral Research Fellow, King’s College London (1990–1993), Lecturer in Ancient Philosophy, Worcester College und Christ Church (1993–1994), Lecturer in Greek Philosophy, University of Cambridge (1994), Lecturer in Philosophy, Brasenose College (1994–1996), Lecturer in Philosophy, University College Oxford (1994–1999), Lecturer in Ancient Philosophy, York University (1998–1999), Lecturer in Ancient Philosophy and Logic, Nationale Technische Universität Athen (1995–2000), Tutorial Fellow of Philosophy, St Hugh’s College (2000–2005), Assistant Professor of Ancient Philosophy and Logic, Nationale Technische Universität Athen (2000–2006).
Seit 2006 war sie außerordentliche Professorin für Philosophie der Antike an der Universität Athen, seit 2015 ist sie dort Professorin (Professeure associée) für Philosophie der Antike. Seit 2014 ist sie zugleich Professorin für Philosophie der Antike an der Universität Genf.
Mit Pavel Gregorić gründete sie 2002 die Southeast-European Association for Ancient Philosophy (SEAAP).

## Forschungsgebiete
Ierodiakonou arbeitet zur antiken und byzantinischen Philosophie, insbesondere zur antiken Epistemologie und Logik. Veröffentlicht hat sie zur aristotelischen und stoischen Logik, zu hellenistischen Theorien der Erkenntnis, zur antiken Medizin und zu byzantinischen Kommentaren zur Logik. Aktuelle Projekte betreffen eine Monographie zu antiken Theorien der Farbe, eine Edition von Theophrasts Schrift De sensibus und Michael Psellos’ Paraphrase von Aristoteles’ Schriften De interpretatione und Analytica priora.

## Schriften (Auswahl)
- Herausgeberin mit Pantelis Golitsis: Aristotle and His Commentators. Studies in Memory of Paraskevi Kotzia (Commentaria in Aristotelem Graeca et Byzantina, Band 7). De Gruyter, Berlin 2019.
- Herausgeberin mit Paul Kalligas und Vassilis Karasmanis: Aristotle, Physics Alpha. Oxford University Press, Oxford 2019.
- Herausgeberin mit Thomas Bénatouïl: Dialectic after Plato and Aristotle. Cambridge University Press, Cambridge 2018.
- Herausgeberin mit Keimpe Algra: Sextus Empiricus and Ancient Physics. Cambridge University Press, Cambridge 2015.
- Herausgeberin mit Börje Bydén: The Many Faces of Byzantine Philosophy. The Norwegian Institute at Athens, Athen 2012.
- Herausgeberin mit Benjamin Morison: Episteme etc. Essays in Honour of Jonathan Barnes. Oxford University Press, Oxford 2011.
- Herausgeberin: Byzantine Philosophy and its Ancient Sources. Oxford University Press, Oxford 2002, paperback 2004.
- Herausgeberin: Topics in Stoic Philosophy. Oxford University Press, Oxford 1999.